# Crkvine na Rivinama
Crkvine na Rivinama arheološko su nalazište, starokršćanski sakralni kompleks nastao u 5. stoljeću. Otkriven je kod hercegovačkog grada Stoca, na lokalitetu Crkvine - Ćemalovina. Potvrda su ranog dolaska kršćanstva u te prostore ondašnje rimske provincije Dalmacije, danas Hercegovine. Postoji mogućnost da je ovo mjesto sjedište povijesne biskupije Sarsenteruma. Prema datacijama grobnih nalaza lokalitet se može smjestiti u period od polovine 5. do polovine 6. stoljeća. Nalazište se kontinuirano istražuje no još uvijek nije u potpunosti istraženo ni objavljeno.